# Seznam písní Jiřího Suchého a Jiřího Šlitra
Seznam písní Jiřího Suchého a Jiřího Šlitra, které pocházejí ze zlaté éry divadla Semafor, kterým prošla řada československých populárních zpěváků.

## Vysvětlivky
- Název písně

hudba Jiří Šlitr / text Jiří Suchý
interpret

## A
- Ach, miluji vás

Eva Pilarová a Jiří Šlitr
- Ach, ta láska nebeská

Eva Pilarová a Waldemar Matuška
- Akvárium

Jiří Šlitr
- Amfora, lexikon a preparát

Eva Pilarová, Naďa Urbánková a Jiří Šlitr
- Anna von Clève

Jiří Suchý
- Aristofanes

Pavlína Filipovská
- Árie měsíce

Waldemar Matuška

## B
- Babetta

Jiří Suchý a Jiří Šlitr
- Bajaja

Darek Vostřel
- Balada pod šibenicí

Jiří Suchý a Jiří Šlitr
- Balada z mlází

Jiří Suchý a Jiří Šlitr
- Ba ne, pane!

Jana Malknechtová, Jiří Suchý a Jiří Šlitr
- Bar Honolulu

Jiří Suchý
- Barová lavice

Hana Hegerová
- Barvy – laky

Jiří Suchý a Pavlína Filipovská
- Betty

Pavlína Filipovská a Jiří Suchý
- Bíle mě matička oblékala

Pavlína Filipovská (Jiří Šlitr)
- Bledá slečna

Jiří Suchý
- Blues na cestu poslední

Jiří Suchý / Jiří Suchý
Jiří Suchý
- Blues o stabilitě

Jiří Suchý
- Blues o světle

Jiří Suchý
- Blues pro tebe

Jiří Suchý / Jiří Suchý
Josef Zíma
- Blues samotářky

Eva Olmerová
- Bolí mě hlava

Jiří Jelínek
- Buď mi věrná,  moje milá

Jiří Suchý a Jiří Šlitr

## C
- Calypso o šťastné šťastné zemi

Jiří Suchý
- Co je blues

Jiří Suchý
- Co jsem měl dnes k obědu

Jiří Šlitr / Jiří Suchý a Jiří Šlitr
Jiří Šlitr
- Co ve městě se povídá

Eva Pilarová
- Cop

Jiří Suchý

## Č
- Čekání na tetu

Jiří Suchý
- Černá Jessie

Jiří Šlitr / Pavel Kopta
Hana Hegerová
- Čím budu, tím budu rád

Jiří Suchý
- Člověk, to zní hrdě

Jiří Suchý

## D
- Ďábel z Vinohrad

Jiří Šlitr
- Dítě školou povinné

Waldemar Matuška, Karel Štědrý, Miroslav Horníček
- Dnes naposled

Jiří Šlitr / Pavel Kopta
Hana Hegerová
- Dotýkat se hvězd

Eva Pilarová a Karel Gott
- Dudy a basa

Vlasta Průchová

## G
- Glory

Eva Pilarová, Waldemar Matuška a Karel Gott
- Golem

Jiří Suchý a Jiří Šlitr
- Good bye

## H
- Haleluja

Hana Hegerová, Jiří Šlitr, Jiří Suchý, Eva Pilarová, René Gabzdyl
- Honky tonky blues

Jiří Suchý
- Hrozná tragédie s máslem

Jiří Šlitr

## Ch
- Choď po špičkách

Hana Hegerová
- Chybí mi ta jistota

Jiří Šlitr a Jiří Suchý

## J
- Já kolem tebe chtěl bych kroužit

Jiří Šlitr a Hana Hegerová
- Je dusno a těžko

Eva Pilarová a Jiří Suchý
- Jehličí

Jiří Suchý
- Jó, to jsem ještě žil

Jiří Suchý
- Jsi ta nejkrásnější krajina

René Gabzdyl

## K
- Kamarádi

Jiří Suchý
- Kaňonem takhle k večeru

Karel Štědrý a Jiří Suchý
- Kapitáne, kam s tou lodí

Pavlína Filipovská
- Kdo chce psa bít

Jiří Suchý
- Kdo na slepičku volá pipi

Jiří Šlitr a Jiří Suchý
- Kdo ví...

Jiří Suchý
- Když voják jede do boje

Jiří Šlitr
- Klokočí

Jiří Suchý
- Kočičí bál

Jiří Suchý a Jiří Šlitr
- Kočka na okně

Waldemar Matuška
- Kolena

Eva Pilarová
- Kos

Jiří Suchý
- Koupil jsem si knot

Jiří Suchý
- Krajina posedlá tmou

Jiří Suchý
- Krokodýl

Jiří Šlitr
- K smíchu toto představení

Waldemar Matuška, Zdeněk Braunschläger, Ivan Dvořák a Václav Štekl
- Kubistický portrét

Jiří Suchý
- Kytka v květináči

Jiří Suchý
- Kytky se smály a vítr vál

Milan Drobný, Jaromír Mayer a Zuzana Buriánová

## L
- Labutí píseň

Jiří Suchý a Vlasta Kahovcová
- Láska se nevyhne králi

Pavlína Filipovská
- Láska, to jsou jen písmena

Ljuba Hermanová
- Léta dozrávání /Obnošená vesta/

Jiří Suchý
- Líbej mne víc

Miluška Voborníková

## M
- Malé kotě

Jiří Suchý
- Malý blbý psíček

Jiří Jelínek
- Máme rádi zvířata

Jiří Suchý a Lenka Hartlová
- Margareta

Jiří Suchý
- Marnivá sestřenice

Jiří Suchý
- Melancholické blues

Jiří Šlitr
- Měsíčku na nebi hlubokém

Jiří Šlitr
- Míč

Jiří Suchý a Jiří Šlitr
- Mississippi

Jiří Suchý a Jiří Šlitr
- Mister Rock a Mister Roll

Jiří Suchý
- Modré punčochy

Jiří Suchý
- Modrý džínsy

Jiří Suchý
- Modrý tričko

Naďa Urbánková a Milan Drobný
- Morality

Jana Malknechtová, Jiří Suchý a Jiří Šlitr
- Motýl

Jana Malknechtová a Jiří Jelínek
- Motýlek

## N
- Na louce zpívají drozdi

Jiří Suchý a Lenka Hartlová
- Na shledanou

Jiří Suchý
- Na vrata přibili můj stín

Jiří Suchý
- Nazdar

Jiří Suchý
- Nebudu už říkat přísloví

Milan Drobný
- Nedělejte ze mě chudinku

Zuzana Buriánová
- Nenávidím neděli
- Nekoukejte, slečno, na čočku
- Nevyplacený blues /Rekomando blues/

Jiří Suchý
- Nový nájemník

Magda Křížková

## O
- Oči sněhem zaváté

Karel Gott
- Oh, Larydou

Milan Drobný
- Opilá bílá myška

Karel Štědrý a Waldemar Matuška

## P
- Pampeliška

Jiří Suchý
- Pane Sommer, adieu

Jiří Suchý
- Pět strun

Karel Effa
- Píseň čtyřtaktní

Ljuba Hermanová
- Píseň o koni

Jiří Šlitr / William Shakespeare
Waldemar Matuška a Jiří Suchý
- Píseň o rose

Jiří Suchý
- Písnička pro kočku

Milan Drobný
- Písnička pro Zuzanu

Waldemar Matuška
- Plná hrst

Jiří Suchý a Pavlína Filipovská
- Pojď se mnou na výlet

Jarmila Veselá
- Poklad

Eva Pilarová
- Potkal jsem jelena

Jiří Šlitr / Miroslav Horníček
Miloš Kopecký
- Pozdrav Gagarinovi

Jiří Suchý
- Pudivín

Naďa Urbánková
- Pramínek vlasů

Jiří Suchý / Jiří Suchý
Jiří Suchý
- Proč je to tak

Hana Hegerová
- Proč se lidi nemaj rádi

Pavlína Filipovská
- Pro Kiki

Hana Hegerová
- Prolog

René Gabzdyl
- Propil jsem gáži

Jiří Šlitr
- Proti všem

Jiří Suchý a Jiří Šlitr
- Purpura

Jiří Suchý a Pavlína Filipovská

## R
- Růže růžová

Milan Drobný

## Ř
- Řada koní

Jiří Šlitr

## S
- Sádlo na chleba

Jiří Suchý a Zuzana Buriánová
- Sáně

Karel Gott
- Satchmo

Jiří Jelínek a Eva Pilarová
- Sedm dárků

Jiří Šlitr
- Slavná obhajoba

Jiří Šlitr
- Slečna Mici

Jiří Šlitr
- Slečna v sedmý řadě

Jiří Šlitr
- Slunce zhaslo dojetím

Naďa Urbánková
- Sluníčko

Zuzana Vrbová a Darek Vostřel
- Spánek má strýčka portýra

Sbor Lubomíra Pánka
- Spím

Karel Gott
- Spodek, filek, král a eso

Milan Drobný, Jiří Jelínek, Pavel Sedláček, Karel Gott, Pavlína Filipovská, Hana Hegerová a Jana Malknechtová
- Starodávné brýle

Jiří Suchý
- Stříbrná tramvaj

Naďa Urbánková a Milan Drobný
- Sup a žluva

Jiří Suchý a Eva Pilarová
- Surrealistická krajina

Jiří Suchý
- Svatba

Miluška Voborníková

## Š
- Šantánová myš
- Šišlala

Jiří Suchý
- Škrhola

Jiří Suchý
- Šnečí fox

Jiří Šlitr
- Študent s rudýma ušima

Hana Hegerová

## T
- Tak abyste to věděla

Hana Hegerová, Waldemar Matuška a Karel Gott
- Tak jak ten Adam

Jiří Suchý
- Tento tón mám rád

Jiří Suchý
- Teplé prádlo

Jiří Šlitr
- Tereza

Waldemar Matuška
- Ticho a klid

Karel Štědrý
- To nám, slečno, nedělejte

Zuzana Buriánová
- Toulaví zpěváci

Jiří Suchý a Magda Křížková
- Tři tety

Jiří Šlitr
- Tulák

Jiří Suchý a Lenka Hartlová
- Tu krásu nelze popsat slovy

Jiří Suchý a Jiří Šlitr
- Tulipán

Jiří Suchý
- Ty jsi švarná

Jiří Šlitr

## U
- Ukrejvám rozpaky

Naďa Urbánková a Milan Drobný

## V
- Vánoční pohlednice
- Včera neděle byla

Pavlína Filipovská
- V kašně

Jiří Suchý a Jiří Šlitr
- Vlny

Jaromír Mayer
- V opeře

Hana Hegerová
- Vyletěl jsem ze dveří

Jiří Suchý
- Vyvěste fangle

Jiří Suchý

## Z
- Zastřelilo tele krávu

Jiří Suchý
- Zčervená

Jiří Jelínek a Jiří Suchý
- Zdvořilý Woody

Karel Gott
- Zlá neděle

Hana Hegerová
- Z mého života

Hana Hegerová
- Zlomil jsem ruku tetičce

Jiří Suchý / Jiří Suchý
Jiří Suchý
- Zpěv ptačí

Pavlína Filipovská

## Ž
- Život je pes

Pavel Sedláček